# Potros de la UAEM

Vereinslogo

Potros de la UAEM ist eine mexikanische Fußballmannschaft der Universidad Autónoma del Estado de México in Toluca, der Hauptstadt des Bundesstaates México.

## Geschichte
Bereits in den 1970er Jahren war eine Fußballmannschaft der U.A.E.M. für insgesamt vier Jahre in der seinerzeit noch zweitklassigen Segunda División vertreten. Die damals unter der Bezeichnung Moscos de la UAEM agierende Mannschaft spielte dort zunächst von 1972 bis zu ihrem Abstieg 1974 und kehrte durch den Gewinn der seinerzeit noch drittklassigen Tercera División in der Saison 1974/75 auf direktem Wege in die Segunda División zurück. Weil es ihr jedoch sowohl an Unterstützung durch das einheimische Publikum, das eindeutig den Diablos Rojos zugeneigt ist, als auch an finanziellen Mitteln fehlte, wurde die Fußballmannschaft aus der Profiliga zurückgezogen.
1990 begann die Universität einen neuen Versuch und meldete die nunmehr unter der Bezeichnung Potros de la UAEM spielende Mannschaft in der zwischenzeitlich nur noch viertklassigen Tercera División an.
Neun Jahre später gelang durch einen 3:2-Sieg gegen die Huracanes de Tlapacoyan (Hinspiel 1:1) vor 15.000 Zuschauern im Universitätsstadion Alberto Chivo Córdoba der Aufstieg in die mittlerweile drittklassige Segunda División, in der die Potros seither vertreten sind.

## Erfolge
- Meister der Tercera División: 1974/75